# Козе (Таллин)
Ко́зе (эст. Kose — «Водопадный») — микрорайон в районе Пирита города Таллина, столицы Эстонии.

## География

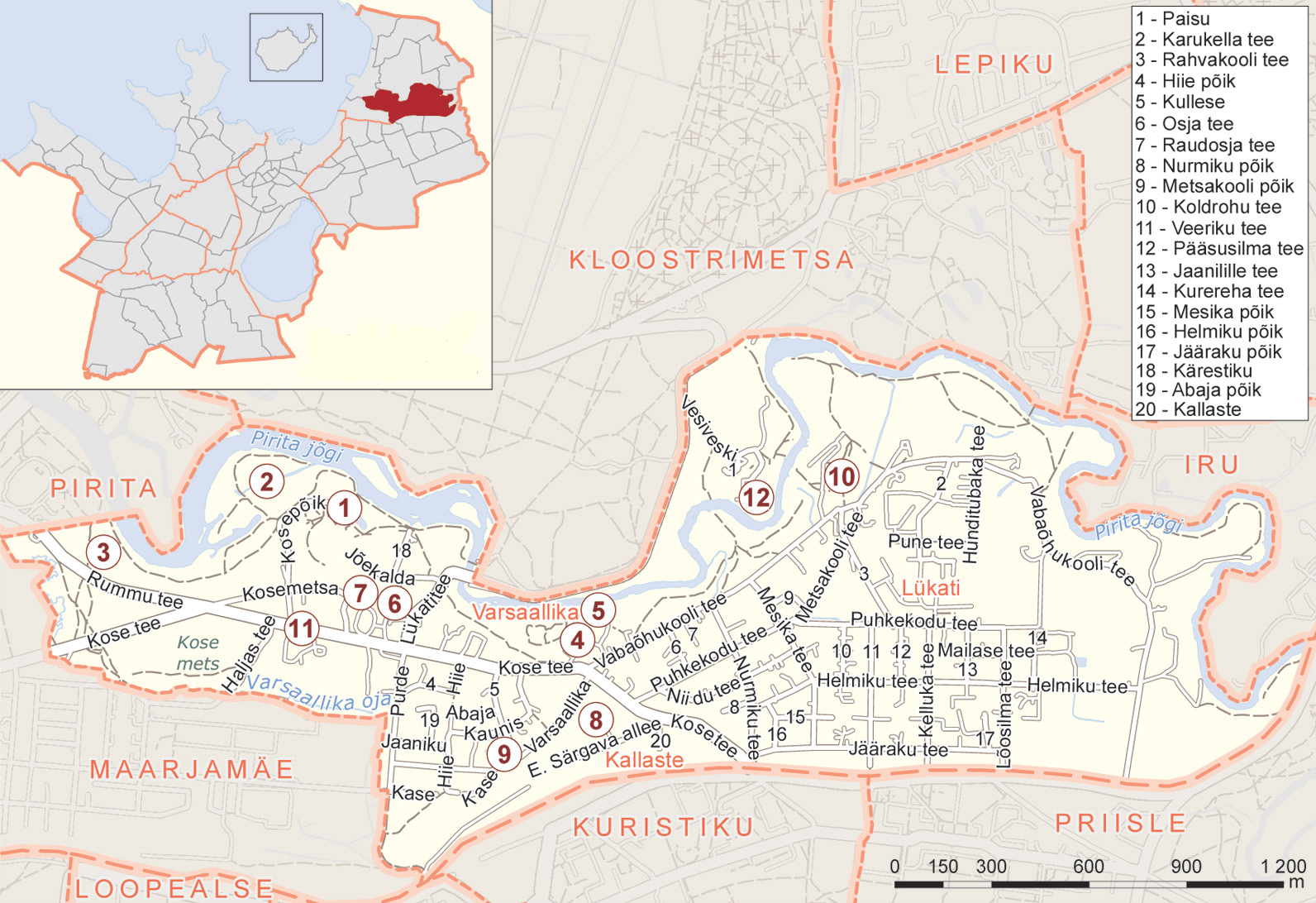
Карта микрорайона Козе

Расположен в восточной части Таллина. Граничит с микрорайонами Клоостриметса, Иру и Маарьямяэ и микрорайонами части города Ласнамяэ: Прийсле и Куристику. Площадь — 3,46 км². Плотность населения на 1 января 2023 года — 1111,0 чел/км².  В Козе расположено Новое кладбище Пирита. По территории микрорайона протекает река Пирита.
Козе делится на несколько отдельных районов: Вана-Козе и Варсааллика на западе и Люкати на востоке; склон между ними называется Козе-Калласте.

## Улицы
Основные и самые протяжённые улицы микрорайона Козе: Вабаыхукооли, Козе и Нарвcкое шоссе.

## Население
| Численность населения микрорайона Козе на 1 января по данным Регистра народонаселения | Численность населения микрорайона Козе на 1 января по данным Регистра народонаселения | Численность населения микрорайона Козе на 1 января по данным Регистра народонаселения | Численность населения микрорайона Козе на 1 января по данным Регистра народонаселения | Численность населения микрорайона Козе на 1 января по данным Регистра народонаселения | Численность населения микрорайона Козе на 1 января по данным Регистра народонаселения | Численность населения микрорайона Козе на 1 января по данным Регистра народонаселения | Численность населения микрорайона Козе на 1 января по данным Регистра народонаселения |
| 2008                                                                                  | 2010                                                                                  | 2011                                                                                  | 2012                                                                                  | 2013                                                                                  | 2014                                                                                  | 2015                                                                                  | 2016                                                                                  |
| ------------------------------------------------------------------------------------- | ------------------------------------------------------------------------------------- | ------------------------------------------------------------------------------------- | ------------------------------------------------------------------------------------- | ------------------------------------------------------------------------------------- | ------------------------------------------------------------------------------------- | ------------------------------------------------------------------------------------- | ------------------------------------------------------------------------------------- |
| 3223                                                                                  | ↗3289                                                                                 | ↘3264                                                                                 | ↗3298                                                                                 | ↗3330                                                                                 | ↗3351                                                                                 | ↘3348                                                                                 | ↘3324                                                                                 |
| 2017                                                                                  | 2018                                                                                  | 2019                                                                                  | 2020                                                                                  | 2021                                                                                  | 2022                                                                                  | 2022                                                                                  |                                                                                       |
| ↗3337                                                                                 | ↗3400                                                                                 | ↗3448                                                                                 | ↗3565                                                                                 | ↗3674                                                                                 | ↗3768                                                                                 | ↗3844                                                                                 |                                                                                       |

## История
На землях располагавшейся здесь в давние времена мызы Фет (нем. Faeht, Вяо, эст. Väo mõis) в последней четверти XIX века образовалось поселение Козе, в дальнейшем деревня. Ранее здесь существовали мыза Альт-Кош (летняя мыза Козе, эст. Kose suvemõis), основанная в 1790 году семейством ревельских купцов Кохов (Koch) на земле, полученной в оброк от городской ратуши, и летняя мыза Карлсгоф (нем. Karlshof, 1785 г.). В начале XX века данный район упоминается как дачи Кош. 
Деревня Козе была присоединена к Таллину в 1945 году. 
Старейшими хозяйствами в Козе являются свободный хутор Варсааллика (1653 — Warsihallik, 1689 — Warthallick), принадлежавший мызе Фет, мельничное хозяйство Люкати и деревня Люкати (1689 — Lycket). Возле Люкати река Пирита образует петлю, где лодки можно было переправить по суше из одной реки в другую. Такой перевалочный пункта на эстонском языке ранее назывался lohisti или lükati, от последнего слова происходит топоним Люкати.

## Застройка
Микрорайон застроен в основном малоэтажными индивидуальными жилыми домами; значительную часть территории занимает лесопарк Козе.

## Основные объекты
- Vabaõhukooli tee 7 — Школа под открытым небом имени Константина Пятса[эст.][12]. Основана по инициативе Константина Пятса в 1938 году с целью обучения в районе с чистым сосновым воздухом детей со слабым здоровьем. С 1948 до 1994 года называлась Санаторная Лесная школа Козе-Люкати. Главное здание школы внесено в Государственный регистр памятников культуры Эстонии[13];
- Rahvakooli tee 3 — Козеский центр досуга и спортивная площадка Молодёжного центра Козе[14];
- Hunditubaka tn 12 — детский развивающий центр «Nova» с бассейном[15];
- Kose tee 59 — детский сад «Пирита-Козе»;
- Kose tee 59 — центр семейных врачей Пирита-Козе[16];
- Rummu tee 7 — памятный знак на месте гибели мотогонщика Джоуи Данлопа.

## Общественный транспорт
В микрорайоне курсируют городские автобусы маршрутов № 5, 6, 29 и 63.

## Галерея

Микрорайон Козе
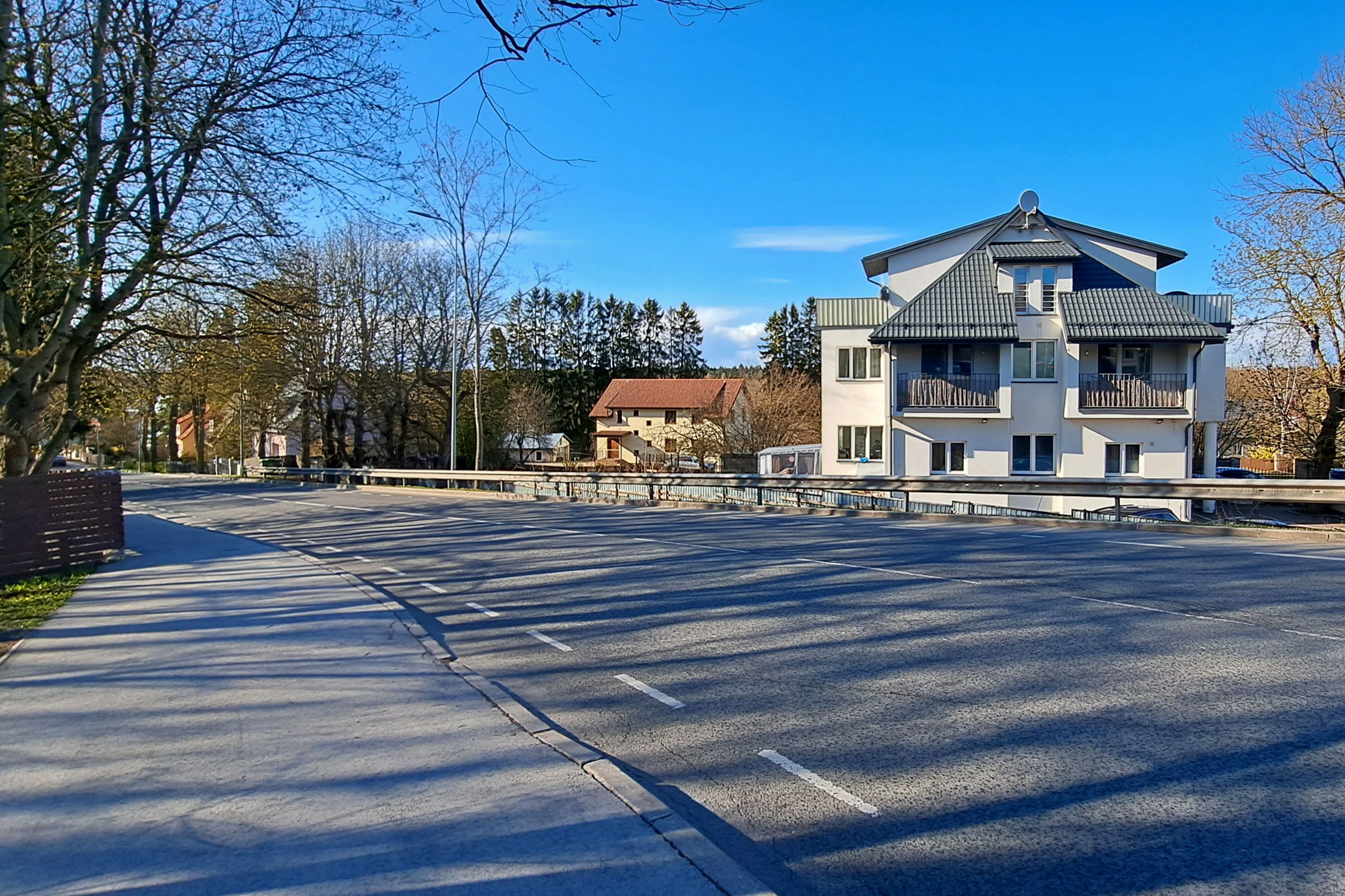
Улица Козе
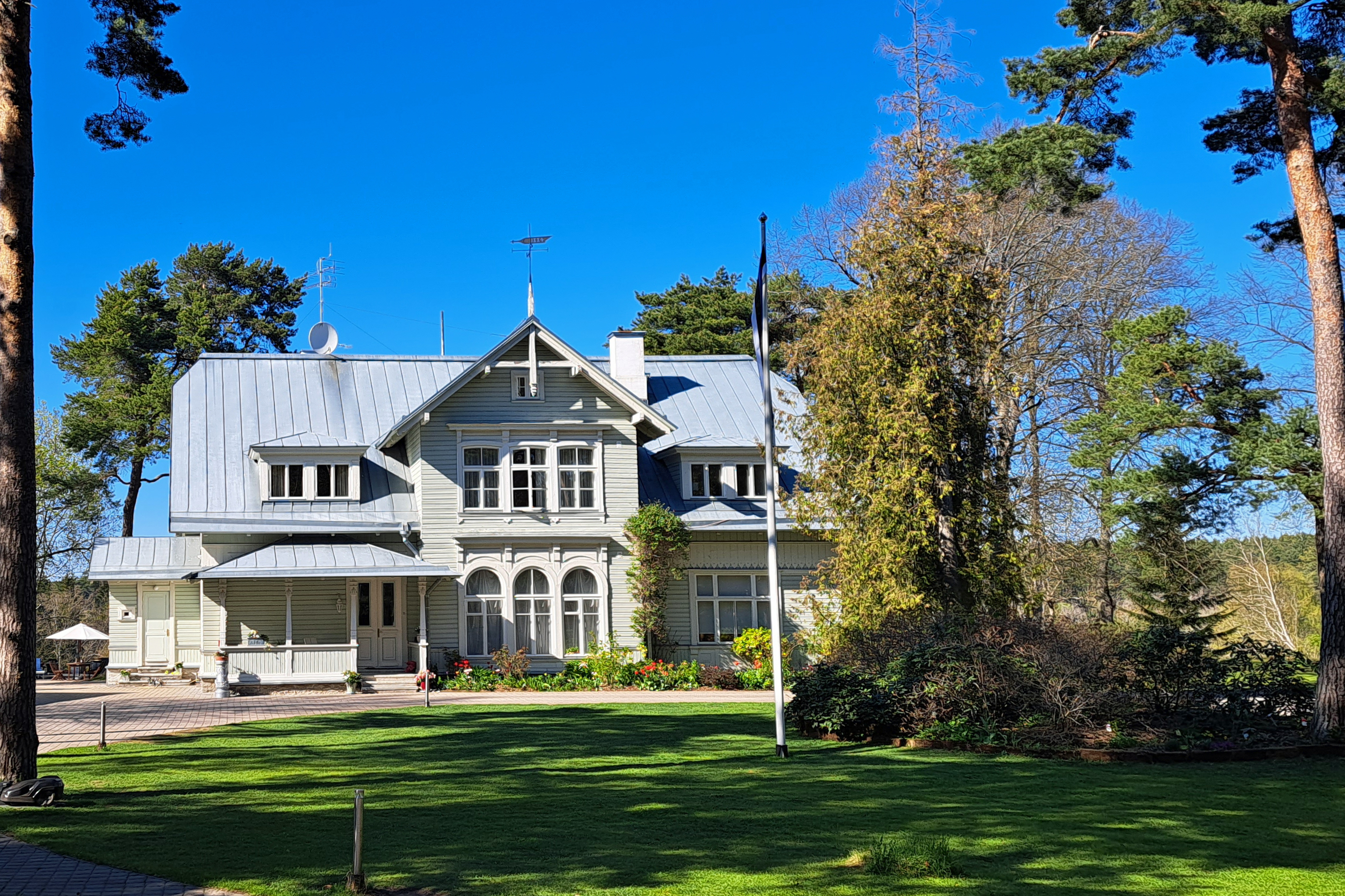
Вилла Танненроде, памятник культуры
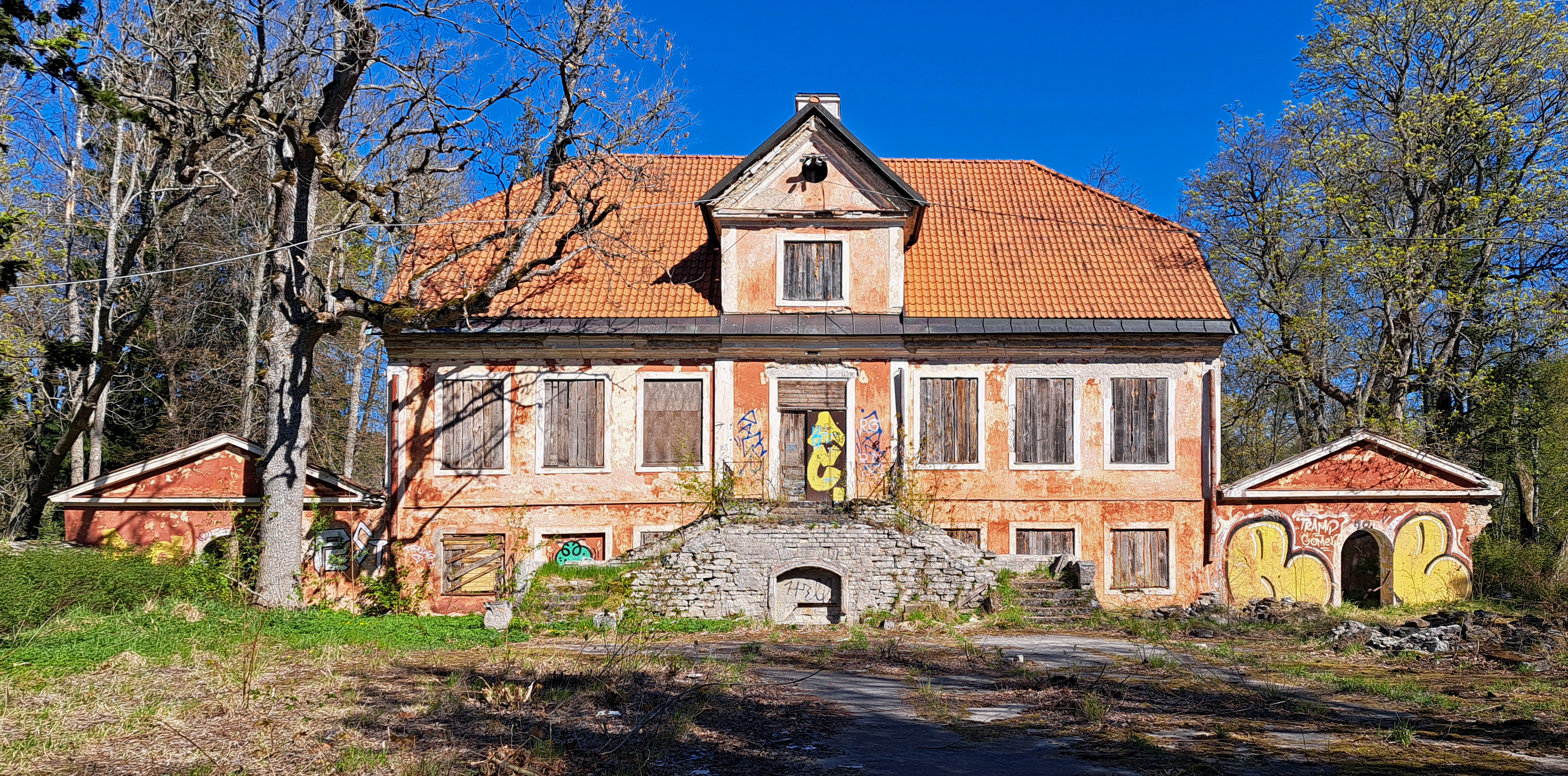
Мыза Альт-Кош (памятник архитектуры)
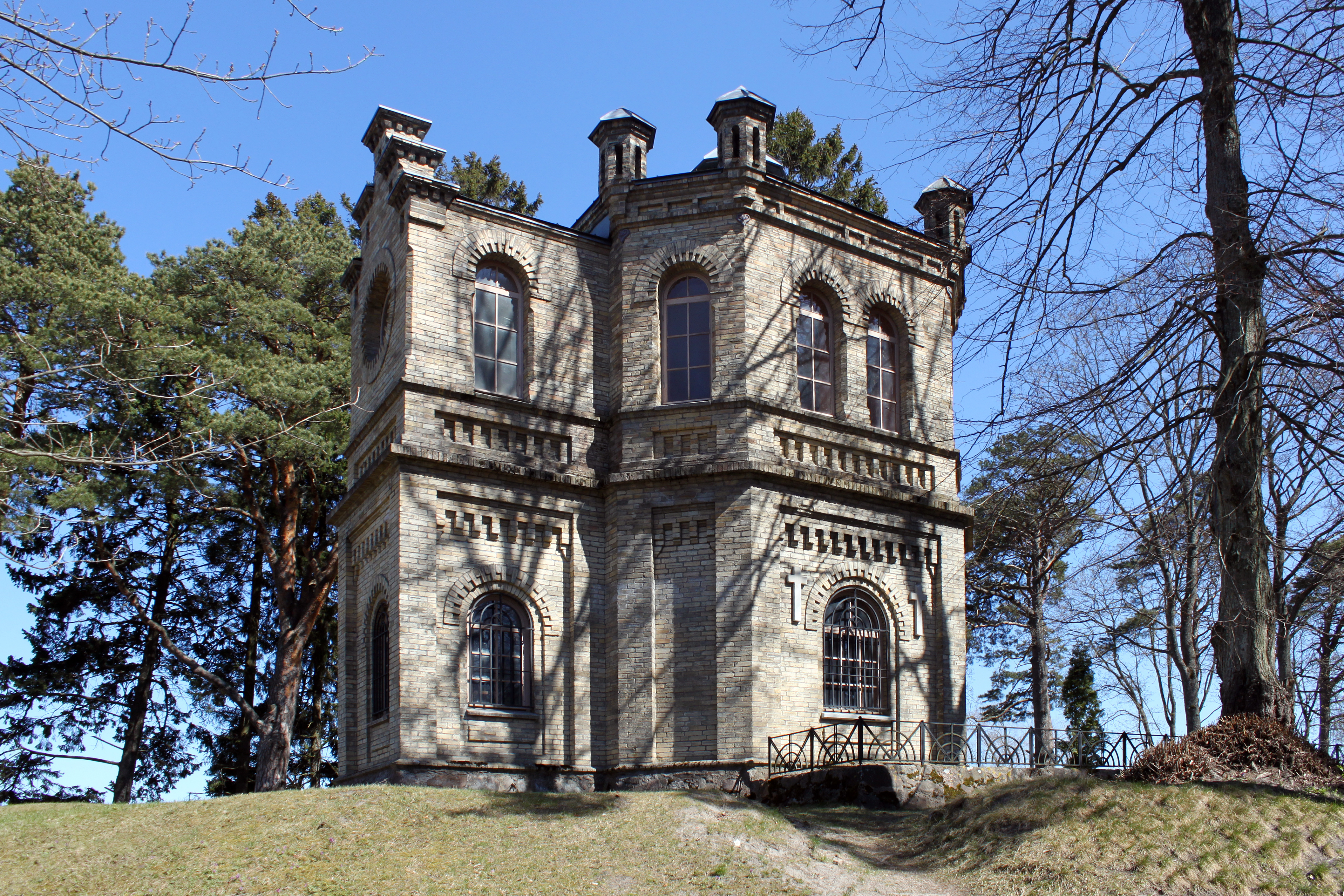
Часовня семейного кладбища Кохов, относящаяся к мызе Альт-Кош (памятник архитектуры)
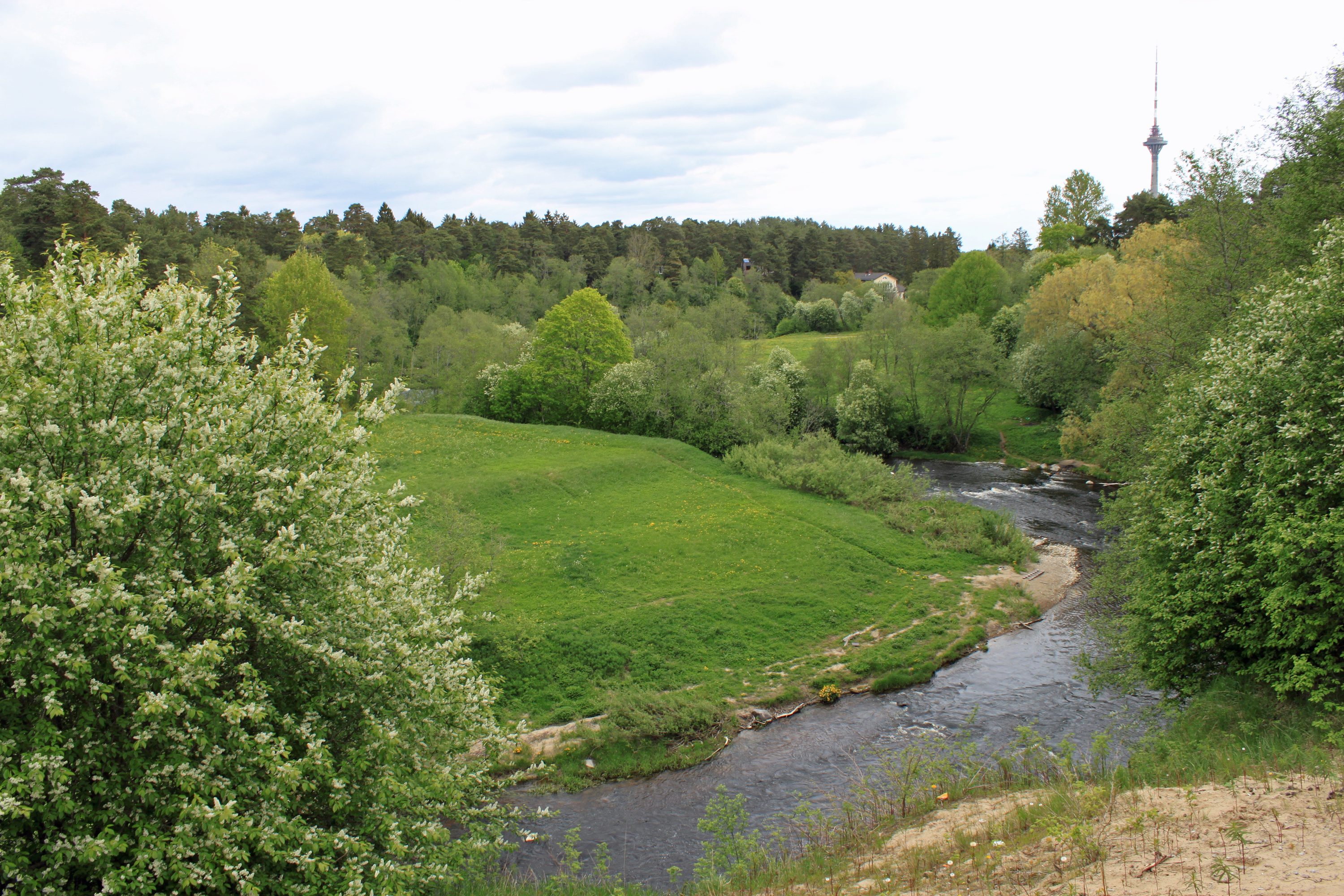
Река Пирита в микрорайоне Козе
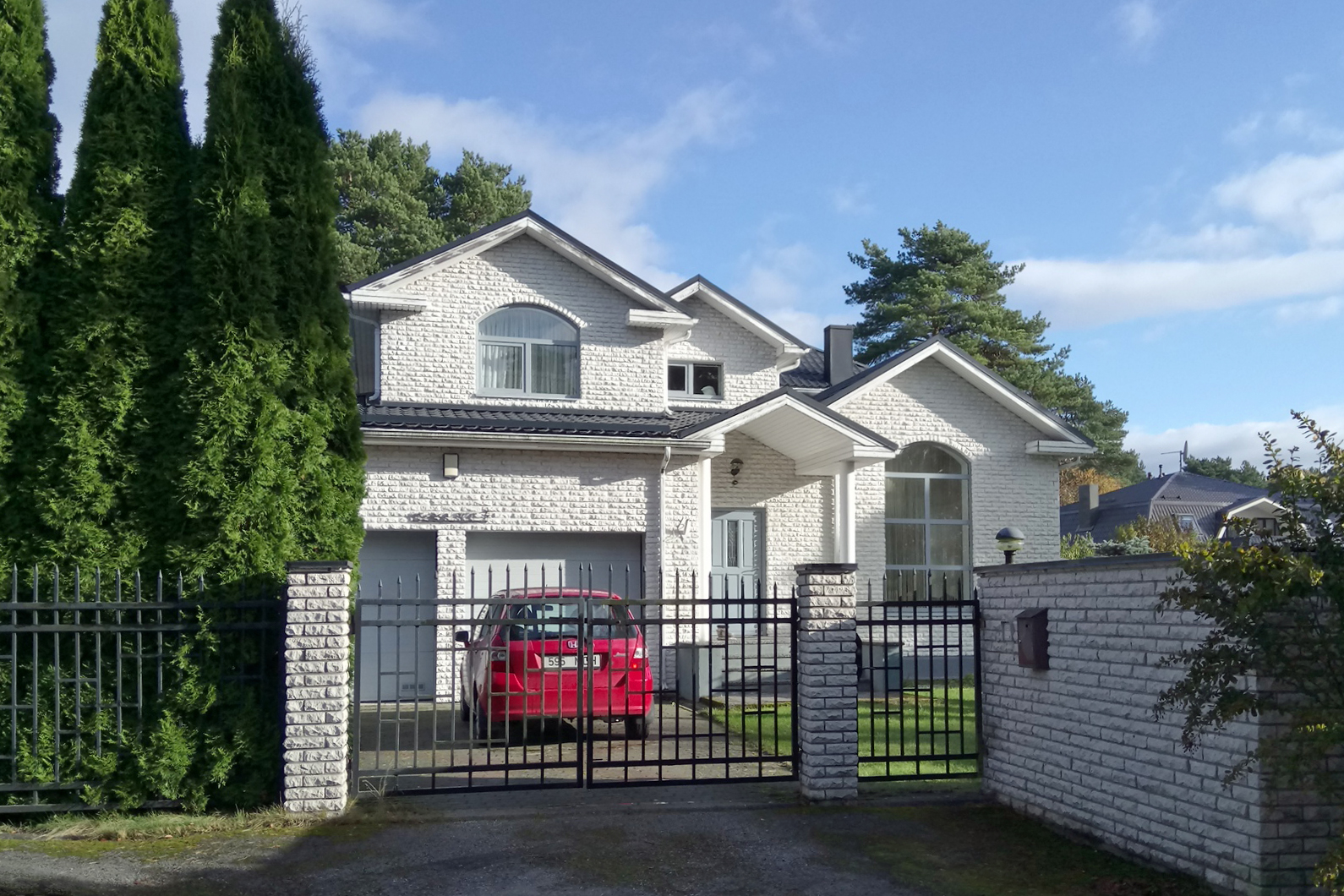
Октябрь в Козе
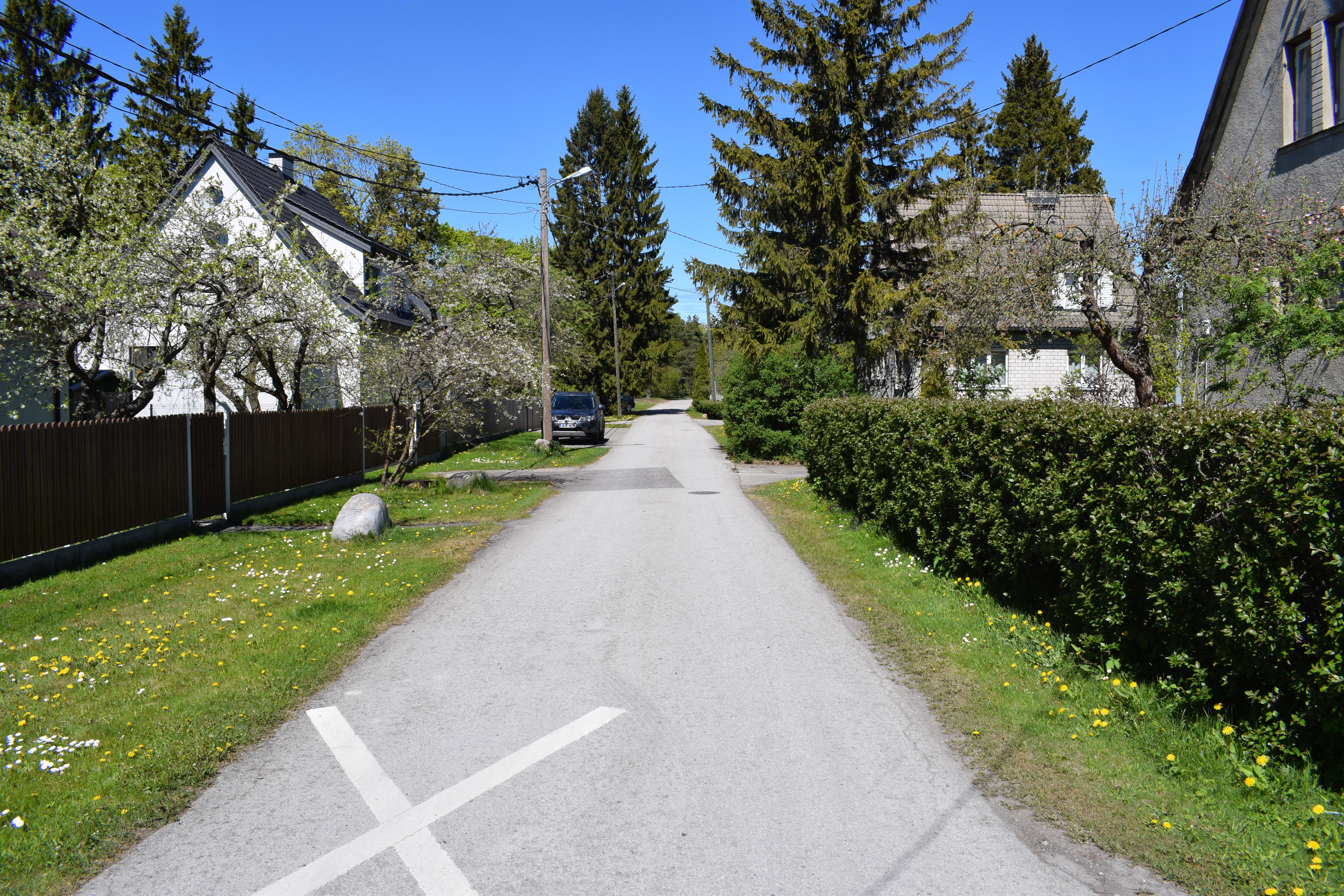
Улица Осья
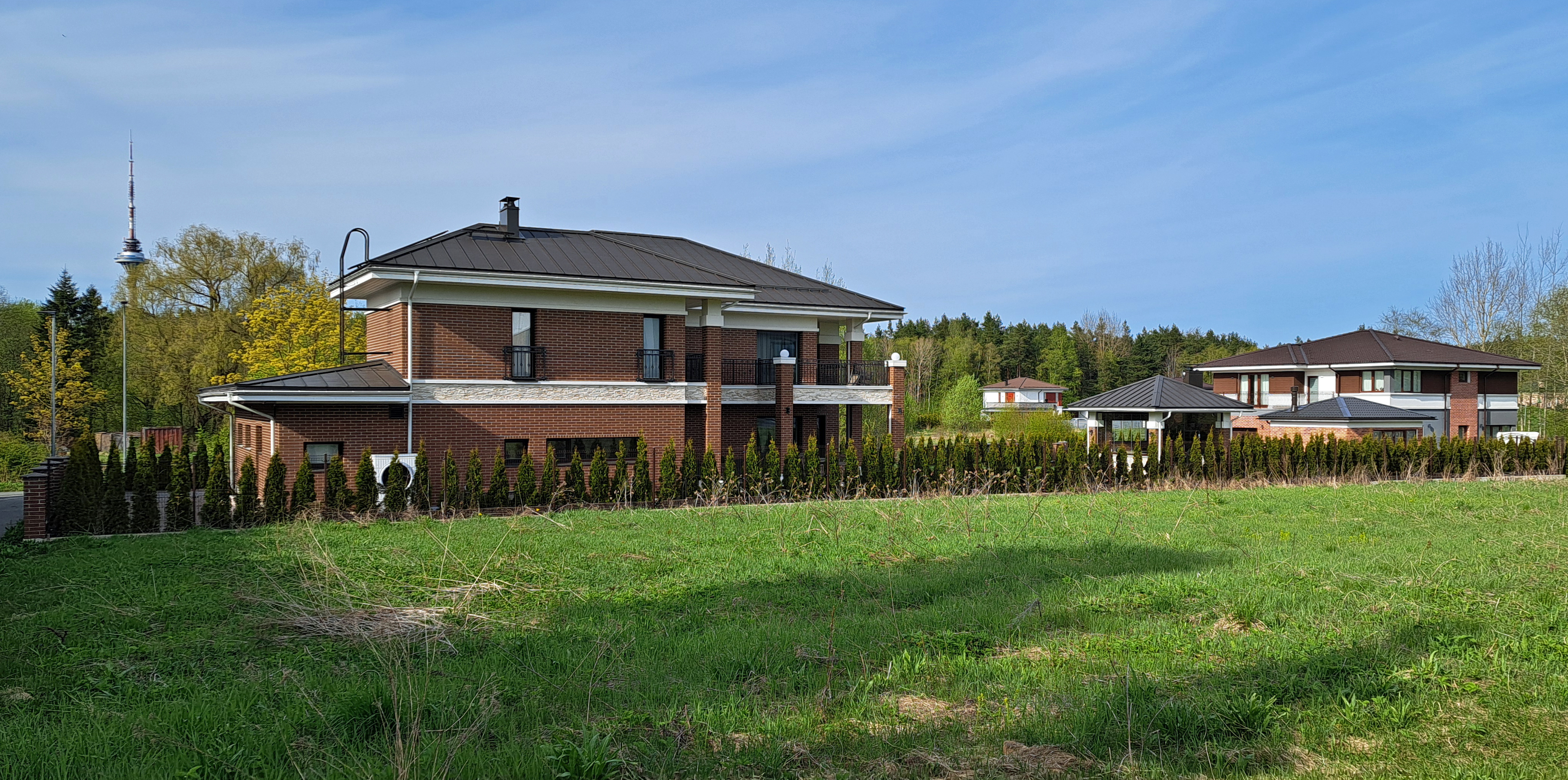
Частные дома на улице Куререха